# Mîhailivka, Lanivți
Mîhailivka (în ucraineană Михайлівка) este un sat în comuna Zahirți din raionul Lanivți, regiunea Ternopil, Ucraina.

## Demografie
Componența lingvistică a localității Mîhailivka
     Ucraineană (99,08%)
     Alte limbi (0,92%)
Conform recensământului din 2001, majoritatea populației localității Mîhailivka era vorbitoare de ucraineană (99,08%), existând în minoritate și vorbitori de alte limbi.